# Exogone ovalis
Exogone ovalis är en ringmaskart som beskrevs av Hartmann-Schröder 1960. Exogone ovalis ingår i släktet Exogone och familjen Syllidae. Inga underarter finns listade i Catalogue of Life.